# Graféma
A graféma (görög szó) egy nyelv írásrendszerének legkisebb és szétválaszthatatlan eleme (a hangtanban a fonéma megfelelője). Nem szükségszerű, hogy jelentést hordozzon, mint ahogy az sem, hogy bármely fonémának megfeleltethető legyen.
Hangjelölő (fonémikus) írás esetén ez alatt betűt, más (pl. kínai) írásrendszerek esetén írásjegyet értünk. Ide tartoznak azonban a ligatúrák, a számjegyek, az írásjelek és minden más olyan jel is, amely a világ írásrendszereiben előfordul.
Két graféma egy hangot jelölő kapcsolata a digráf (kettős betű), három graféma egy hangot jelölő kapcsolata pedig a trigráf.
Egy beszédhangot több graféma, illetve egy graféma több beszédhangot is jelölhet. A magyar nyelvben például nem ritka, hogy egyetlen hangot több graféma együttesével jegyzünk le. Az /ʃ/ hangnak például egyetlen graféma felel meg, az s betű, míg az /s/ hangot két betű együttese, az sz jelöli. A helyesírási szabályzat (AkH. 3., 7., 8.) ugyanakkor ezt az utóbbi típust szintén betűként tartja számon: kétjegyű (ill. a dzs esetében háromjegyű) betűről beszél, ezek alkotóelemeit pedig írásjegyeknek nevezi.
Ennek fordítottja is előfordul, amikor egy graféma több hang együttesét jelöli, például az orosz я betű (sok esetben) két hangot jelöl, a /ja/ kapcsolatot.
Ahol egy graféma egy hangot jelöl, ott sem feltétlenül egyértelmű a megfelelés: például az olaszban a c betű (helyzetétől függően) két különböző fonémát is jelölhet, amely hangokat (/tʃ/, /k/) a magyarban ’cs’-vel, illetve ’k’-val jelöljük.
Az angol nyelv egyik jelentős nehézségét éppen a betű-hang megfelelés következetlenségei okozzák. Vannak ugyan egyértelmű tendenciák (főként a mássalhangzók körében), azonban nem ritka, hogy többféle írásjegy jelöl egyazon hangot, illetve többféle hangot jelölnek azonos írásjegyek. Az alábbi szavakban például egyaránt az /uː/ (vö. magyar „ú”) hang szerepel: truth, blue, fruit, tomb, move, shoe, food, group, flew. A fenti magánhangzó-betűk és kapcsolataik ugyanakkor különböző hangokat jelölnek más szavakban: rub, flood, rough (/ʌ/, vö. „á”), build (/ɪ/, vö. „i”), comb, drove, toe, sew (/əʊ/, vö. „ou”), out (/aʊ/, vö. „áu”).